# Бузовая (Харьковская область)
Бу́зовая (укр. Бузова; до 2016 г. — Комсомо́льское) — село, Китченковский сельский совет, Краснокутский район, Харьковская область, Украина.
Код КОАТУУ — 6323582205. Население по переписи 2001 года составляет 82 (37/45 м/ж) человека.

## Географическое положение
Поселок Бузовая находится на расстоянии в 2 км от сёл Китченковка, Настеньковка и Коломакский Шлях.
По посёлку протекает пересыхающий ручей с запрудами.

## История
- 1903 — дата основания.

## Достопримечательности
- Братская могила советских воинов. Похоронено 50 воинов.